# Paolo Babbini
Paolo Babbini (Bologna, 19 agosto 1935 – Bologna, 25 maggio 2019) è stato un politico italiano.

## Biografia
Più volte consigliere comunale a Bologna, città in cui è stato anche assessore comunale e vicesindaco. Eletto deputato per tre legislature (VIII, X e XI) nelle file del Partito Socialista Italiano, è stato anche Sottosegretario di Stato per l'Industria, Commercio e Artigianato (nel Governo Goria, nel Governo De Mita, nel Governo Andreotti VI e nel Governo Andreotti VII). Conclude il proprio mandato parlamentare nel 1994.
Muore nel maggio 2019 all'età di 83 anni.